# Anita Ortiz
Pour les articles homonymes, voir Ortiz.
Anita Ortiz est une athlète américaine née le 9 juin 1964. Spécialiste de l'ultra-trail, elle a notamment remporté la Speedgoat 50K en 2008 et la Western States 100-Mile Endurance Run en 2009.

## Résultats
| no  | féminin           | Course                                            | Longueur | Départ          | Temps            |
| --- | ----------------- | ------------------------------------------------- | -------- | --------------- | ---------------- |
| 23e | Médaille d'or     | Ascension de Pikes Peak                           | 21,4 km  | 18 août 2001    | 2 h 47 min 9 s   |
| 14e | Médaille d'or     | Ascension de Pikes Peak                           | 21,4 km  | 17 août 2002    | 2 h 44 min 33 s  |
|     | Médaille d'or     | Championnats des États-Unis de course en montagne | 12,9 km  | 6 juillet 2003  | 1 h 1 min 16 s   |
| 21e | Médaille d'or     | Ascension de Pikes Peak                           | 21,4 km  | 16 août 2003    | 2 h 52 min 11 s  |
| 10e | Médaille d'or     | Ascension de Pikes Peak                           | 21,4 km  | 21 août 2004    | 2 h 44 min 58 s  |
| 2e  | Médaille d'or     | Championnats des États-Unis de course en montagne | 8,6 km   | 24 juin 2007    | 49 min 5 s       |
| 3e  | Médaille d'or     | Speedgoat 50K                                     | 50 km    | 26 juillet 2008 | 6 h 02 min 06 s  |
| 7e  | Médaille d'argent | Miwok 100K                                        | 100 km   | 2 mai 2009      | 9 h 10 min 53 s  |
| 9e  | Médaille d'or     | Western States 100                                | 100 mi   | 27 juin 2009    | 18 h 24 min 17 s |
| 13e | Médaille d'or     | Marathon de Pikes Peak                            | 42,2 km  | 16 août 2009    | 4 h 28 min 20 s  |
| 29e | Médaille d'or     | Marathon de Pikes Peak                            | 42,2 km  | 17 août 2014    | 5 h 0 min 54 s   |
| 18e | Médaille d'argent | Marathon de Pikes Peak                            | 42,2 km  | 21 août 2016    | 4 h 47 min 3 s   |